# Daniel McDonald
Daniel McDonald, noto come Danny McDonald (Toronto, 9 ottobre 1908 – Toronto, 10 ottobre 1979), è stato un lottatore e nuotatore canadese.

## Biografia
Rappresentò il Canada nei tornei di lotta libera a due edizioni dei Giochi olimpici estivi, classificandosi sesto a Amsterdam 1928 nei pesi piuma e vincendo la medaglia d'argento a Los Angeles 1932 nei pesi welter.
Fu attivo agonisticamene anche nel nuoto.
Gestì un caseificio vicino a Toronto. 
Nel 1976 fu inserito nel Canadian Olympic Hall of Fame.

## Palmarès
| Anno | Manifestazione  | Sede        | Evento              | Risultato | Note |
| ---- | --------------- | ----------- | ------------------- | --------- | ---- |
| 1928 | Giochi olimpici | Amsterdam   | Pesi piuma (61 kg)  | 6º        |      |
| 1932 | Giochi olimpici | Los Angeles | Pesi welter (72 kg) | Argento   |      |

## Riconoscimenti
- Inserito nel Canadian Olympic Hall of Fame (1976).